# 1389

سنة 1389 كانت سنة بسيطة تبدأ يوم الجمعة (سوف يظهر الرابط التقويم الكامل للعام) حسب التقويم اليولياني.

## أحداث
- تأسيس مدينة خان يونس وتقع حاليا في السلطة الوطنية الفلسطينية.

## مواليد
- جلال الدين المحلي
- كوزيمو دي ميديشي

## وفيات
- حافظ شيرازي